# Wilhelmina’s Oord

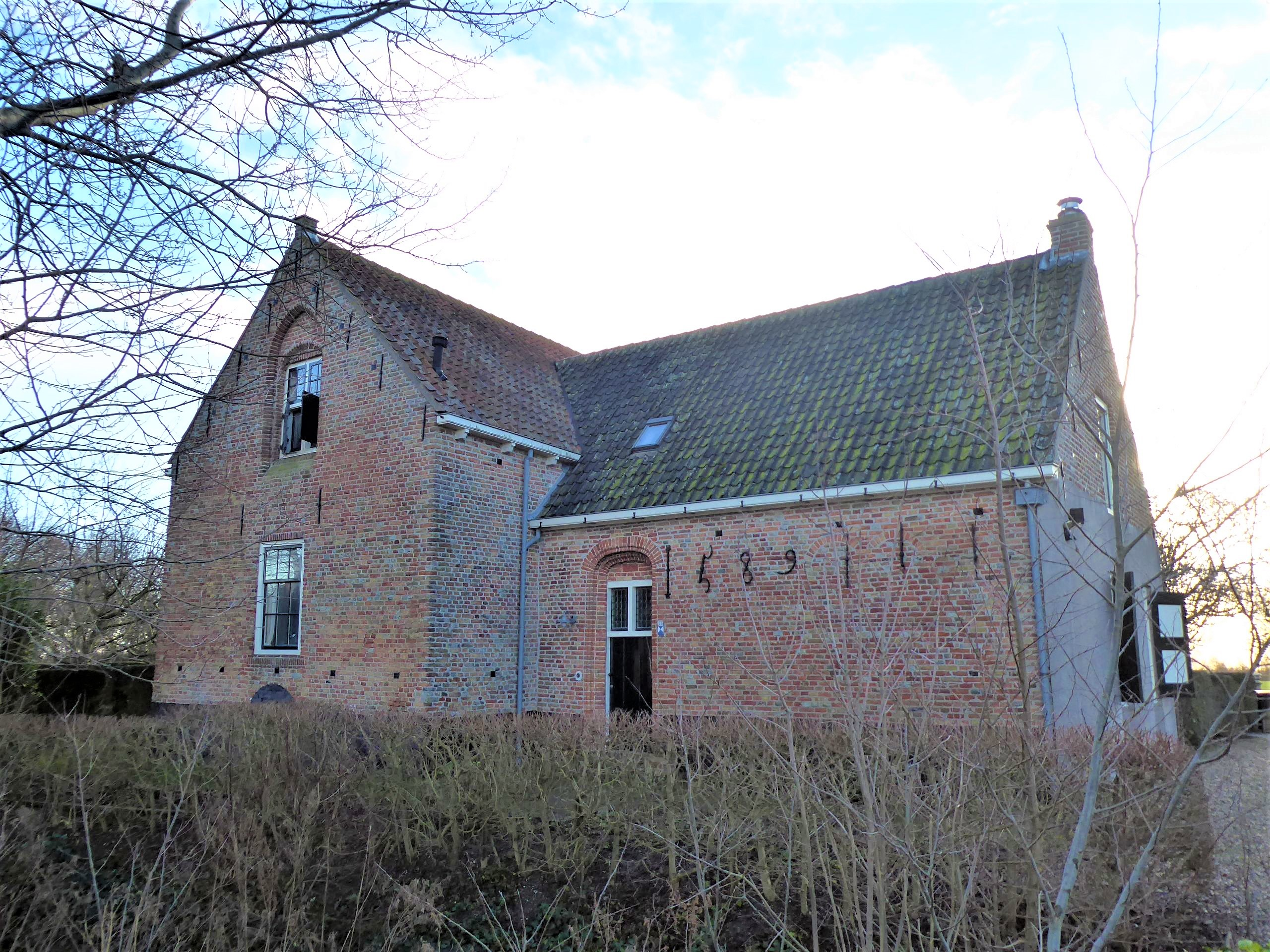
Wilhelmina’s Oord

Wilhelmina’s Oord ist ein spätgotischer Profanbau im Stil der Backsteingotik in Grijpskerke auf Walcheren in den Niederlanden. Das Gebäude ist Rijksmonument unter der Nummer 28111.

## Beschreibung
Auf den Inseln Zeelands entstanden um 1520 und später vor allem im Bereich der Kirchenarchitektur noch zahlreiche spätgotische Bauwerke im für die Region leicht verfügbaren Backstein. Das heute als Wilhelmina’s Oord bekannte Bauwerk steht auf einem L-förmigem Grundriss und dürfte als Wohngebäude in landwirtschaftlichem Umfeld bestimmt gewesen sein. Nach Norden hin ist die Fassade repräsentativ gestaltet. Die Türöffnung zeigt einen profilierten Ziegeltürrahmen und das Fenster im Giebel wird von einer Spitzbogenblende hervorgehoben. Neben der Tür befindet sich mit Mauerankern bezeichnet die Jahreszahl 1589. Die anderen Hauswände sind heute teilweise verputzt.